# Граф Арран

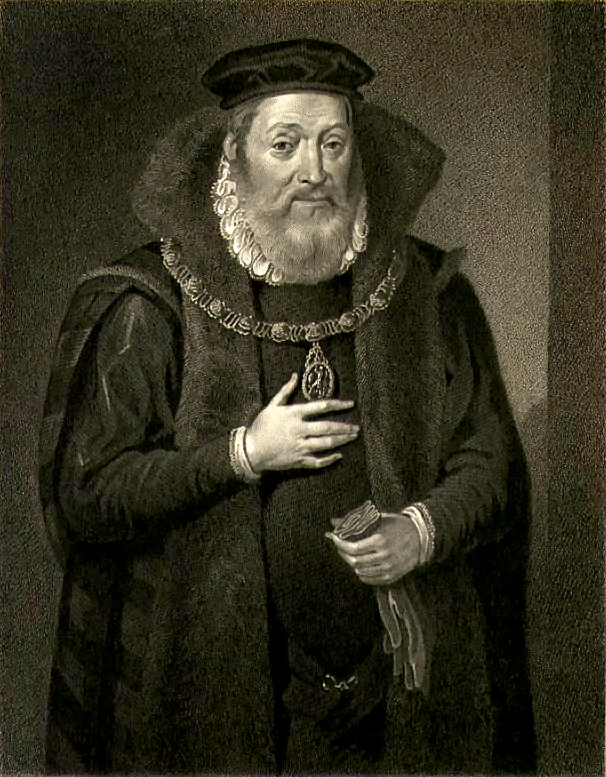
Джеймс Гамільтон — ІІ граф Арран.

Герб графів Арран.

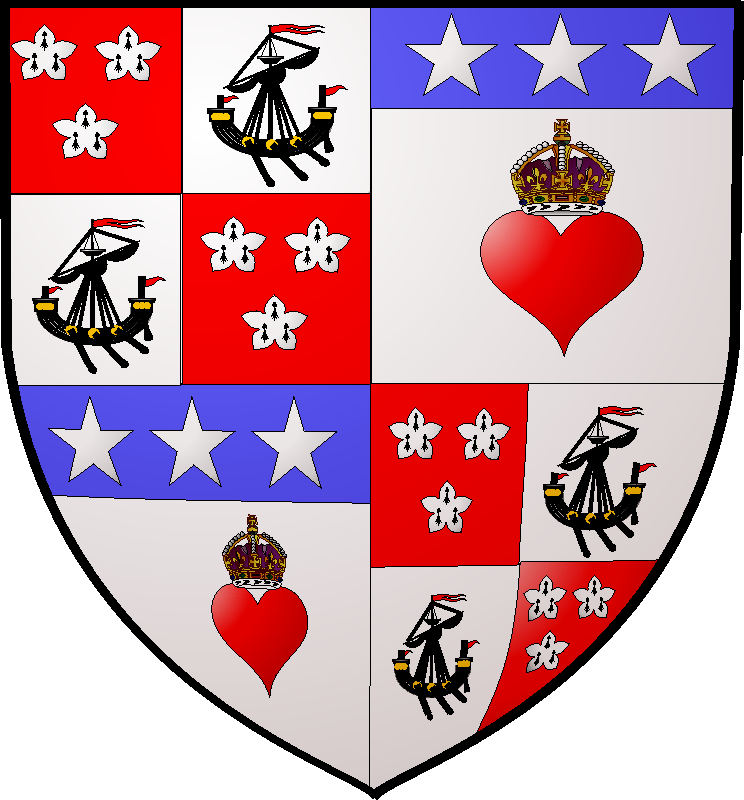
Герб герцогів Гамільтон.

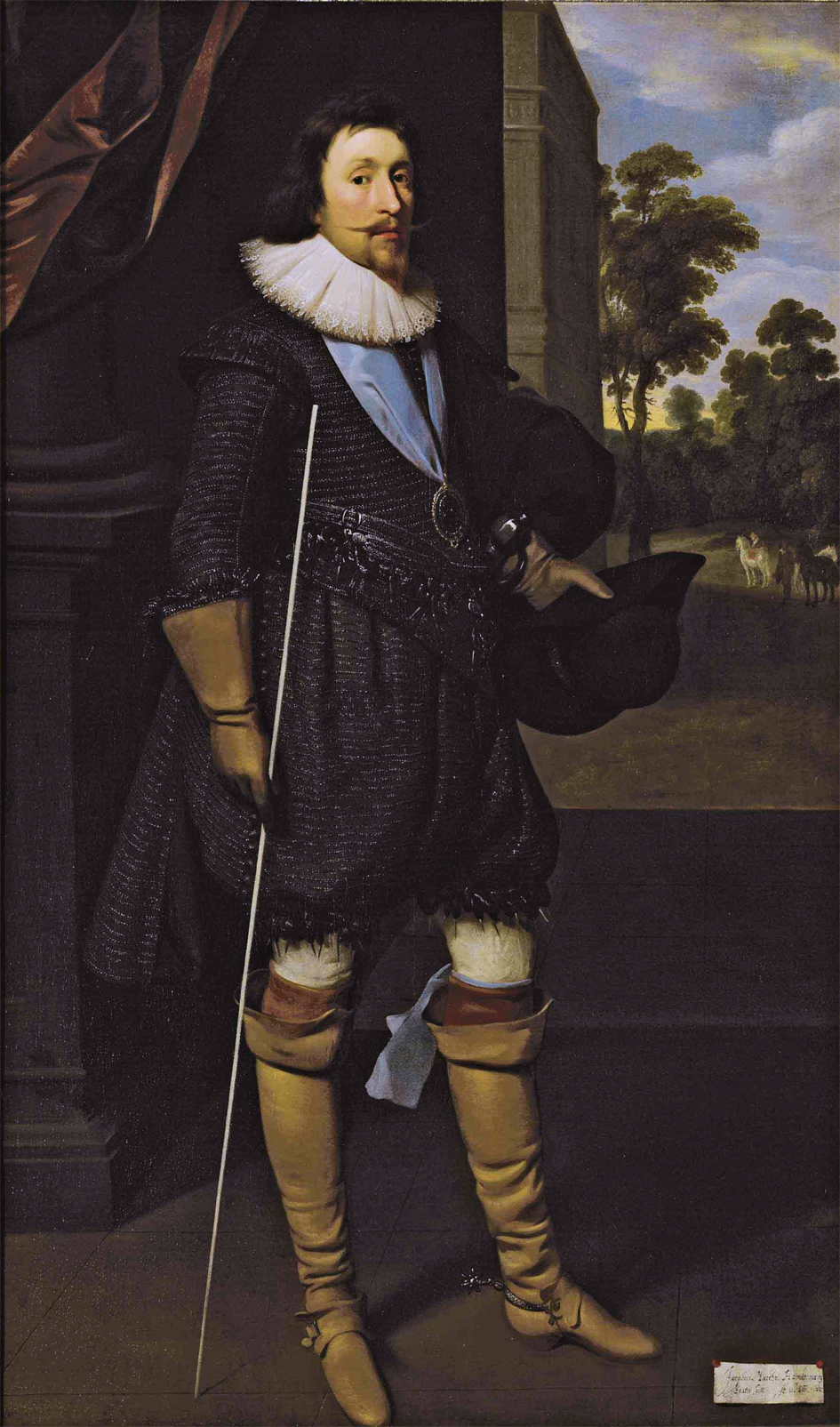
Джеймс Гамільтон — IV граф Арран.

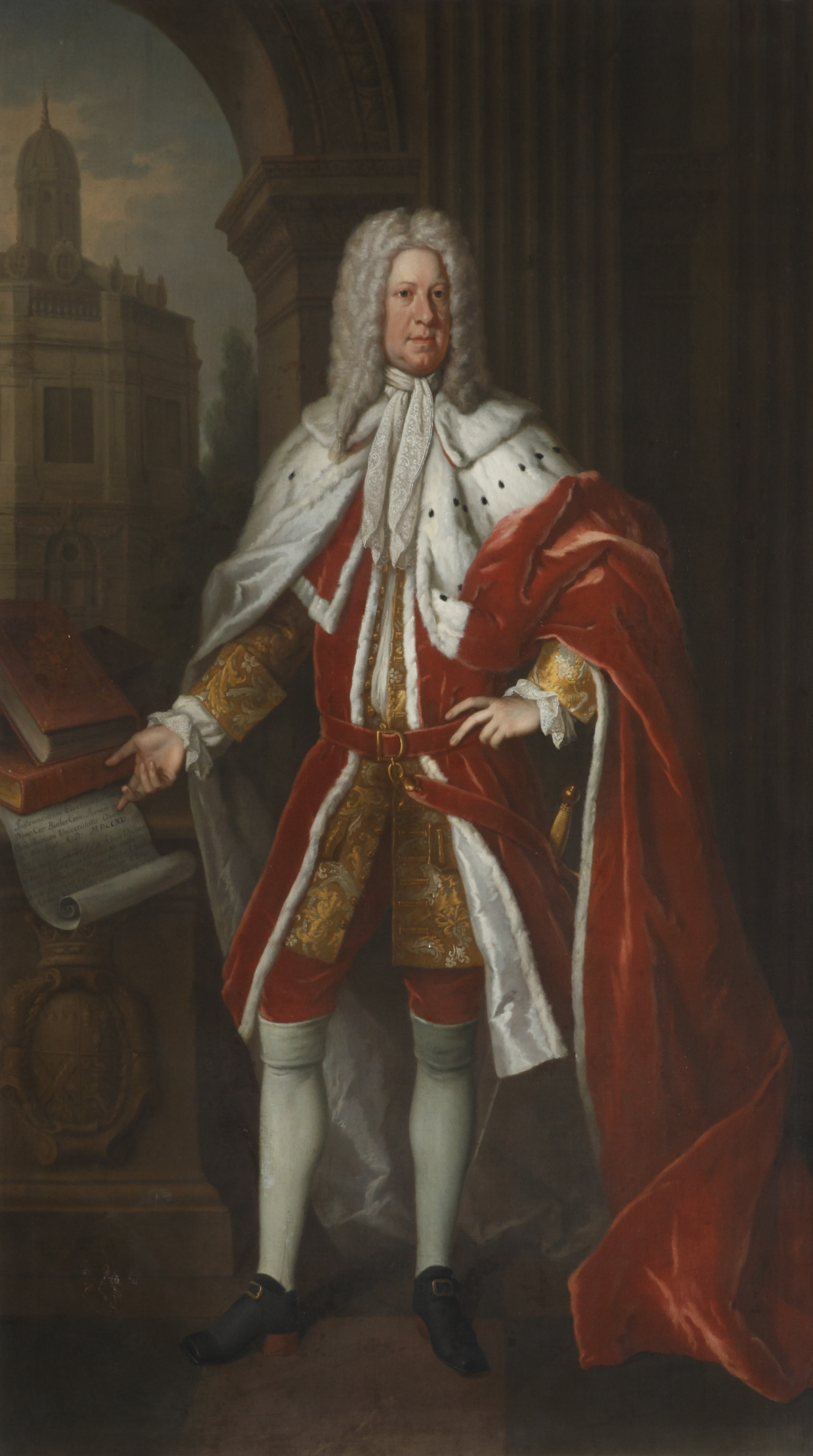
Чарльз Батлер — I граф Арран.

Граф Арран (англ. Earl of Arran) — шляхетний титул в Перстві Ірландії та Перстві Шотландії.

## Історія графів Арран
Вперше титул графа Арран був створений 26 квітня 1467 року для Томаса Бойда (пом. 1472), якого пізніше було звинувачено в державній зраді і позбавлено титулу.
11 августа 1503 року титул графа Арран був відновлений і дарований Джеймсу Гамільтону — ІІ лорду Гамільтону (1475—1529). Його онук — Джеймс Гамільтон — ІІІ граф Арран (близько 1537—1609) був оголошений божевільним у 1562 році і фактичним правителем графства став його молодший брат Джон Гамільтон — І маркіз Гамільтон. У 1581 році король Шотландії Яків VI Стюарт передав титул і володіння графа Арран своєму фавориту — капітану Джеймсу Стюарту (пом. 1595). 12 квітня 1643 року Джеймс Гамільтон — ІІІ маркіз Гамільтон отримав титули герцога Гамільтона та І графа Арран. У 1651 році після смерті Вільяма Гамільтона — ІІ герцога Гамільтона та VI графа Арран (1616—1651) титул був вакантним (фактично нікому не потрібним).
13 травня 1662 року для лорда Річарда Батлера (1639—1686) — молодшого сина Джеймса Батлера — І герцога Ормонда були створені титули барона Батлера та графа Арран (Перство Ірландії). У 1686 році після смерті Річарда Батлера, що не лишив нащадків, ці титули перервались.
8 березня 1693 року для Чарльза Батлера (1671—1758) — сина Томаса Батлера — VI графа Оссорі та племінника Річарда Батлера були створені титули барона Батлера та графа Арран (Перство Ірландії). У 1758 році після смерті бездітного Чарльза Батлера титули теж згасли.
12 квітня 1762 році втретє в системі Перства Ірландії був створений графський титул для сера Артура Ґора — ІІІ баронета (1703—1773), що отримав титул графа Арран з островів Аран та графства Голвей. Раніше він представляв графство Донегол в Ірландському парламенті — в палаті громад (1727—1758). У 1758 році для нього були створені титули віконта Садлі з Ґор-Касла в графстві Мейо та барона Сондерса з Діпса в графстві Вексфорд (Перство Ірландії). Його спадкоємцем став його син — Артур Сондерс Ґор — ІІ граф Арран (1734—1809). Він був депутатом парламенту Ірландії — палати громад від графства Донегол (1759—1761, 1768—1774) та від графства Вексфорд (1761—1768), а також був одним з перших 16 кавалерів ордена Святого Патріка. ІІ лорд Арран мав 16 дітей. Одна з його дочок — Сесілія Андервуд — стала герцогинею Інвернесс (близько 1785—1873).
Його спадкоємець — його старший син Артур Сондерс Ґор — ІІІ граф Арран (1761—1837). Він представляв Донегол Боро (1783) в парламенті Ірландії, Балтімор (1783—1790) та графство Донегол (1800—1806) в Палаті громад Великої Британії. Він не мав дітей, його спадкоємцем став Філіп Йорк Ґор — IV граф Арран (1801—1884). Він був сином полковника Вільяма Джона Ґора — другого сина ІІ графа Арран. IV лорд Арран був дипломатом. Його син — Артур Сондерс Ґор — V граф Арран (1839—1901) також перебував на дипломатичній службі. У 1884 році йому був дарований титул барона Садлі з замку Ґор в графстві Мейо (Перство Сполученого Королівства). Цей титул давав графам Арран місце в Палаті лордів. V лорд Арран був лордом-лейтенантом графства Мейо (1889—1901).
Його син — Артур Джоселін Чарльз Ґор — VI граф Арран (1868—1958) був військовим, служив лорда-лейтенантом графства Донегол (1917—1920). У 2010 році носієм титулу був його онук Артур Демонд Колгаун Ґор — ІХ граф Арран (нар. 1938), що став спадкоємцем свого батька в 1983 році, що в свою чергу був спадкоємцем свого брата в брата в 1958 році. Лорд Арран нині є консервативним політиком і одним з 90 вибраних спадкових перів, що лишаються в палаті лордів після прийняття Акту Палати Лордів 1999 року. ІХ лорд Арран займав посаду капітана йоменської гвардії в 1994—1995 роках.
Титул баронета Ньютауна у графстві Мейо був створений у баронетстві Ірландії в 1662 році для майора Артура Ґора (близько 1640—1697), що представляв графство Мейо в Палаті громад парламенту Ірландії в 1661—1666 роках. Він був другим сином сера Пола Ґора — І баронета Магерабегга (1567—1629). Його спадкоємцем став його онук — сер Артур Ґор — ІІ баронет (близько 1685—1742). Він був депутатом палати громад парламенту Ірландії від Баллінакіллу (1703—1713), Донеголу (1713—1715) та графства Мейо (1715—1742). Після його смерті титул перейшов до його старшого сина — сера Артура Ґора — ІІІ баронета (1703—1773), що пізніше отримав титул пера.
Були відомі низка інших людей з родини Ґор: Джон Ґор — І барон Анналі (1718—1784), Генрі Ґор — І барон Анналі (1728—1793), сини Джорджа Ґора (1675—1753) — другого сина сера Артура Ґора — І баронета. Третій син Артура Ґора — Вільям Ґор був засновником роду баронів Гарлек. Сер Джон Ґор — брат сера Пола Ґора — І баронета Магхерабегга, був лорд-мером Лондона в 1624 році і був засновником роду графів Темпл Стоу. Сер Бут Ґор — І баронет Артарман був нащадком сера Френсіса Ґора — четвертого сина сера Пола Ґора — І баронета Магерабегга.

## Графи Арран

### І утворення (Шотландія),1467)
- 1467—1469: Томас Бойд — І граф Арран (1467—1469), другий син Роберта Бойда — І графа Килмарнока (пом. близько 1482)

### ІІ утворення (Шотландія,1503)
- 1503—1529: Джеймс Гамільтон — І граф Арран (біля 1475—1529), син Джеймса Гамільтона (близько 1415—1479) — І лорда Гамільтона (1445—1479) та Марії Стюарт (1453—1488) — дочки короля Шотландії Якова II Стюарта.
- 1529—1575: Джеймс Гамільтон — ІІ граф Арран (1516 — 22 января 1575) — другий син попереднього
- 1575—1609: Джеймс Гамільтон — ІІІ граф Арран (біля 1537 — березень 1609) — старший син попереднього
- 1609—1625: Джеймс Гамільтон — IV граф Арран (1589 — 2 березня 1625), сын Джона Гамільтона (близько 1535—1604) — І маркіза Гамільтона (1599—1604) та Маргарет Лайон (? — 1625)
- 1625—1649: Джеймс Гамільтон — V граф Арран (19 червня 1606 — 9 березня 1649) — старший син попереднього
- 1649—1651: Вільям Гамільтон — VI граф Арран (14 грудня 1616 — 12 вересня 1651) — молодший брат попереднього.

### ІІІ утворення (Ірландія,1662)
- 1662—1686: Річард Батлер, 1-й граф Арран (15 червня 1639 — 25 січня 1686), четвертий син Джеймса Батлера — І герцога Ормонд (1610—1688)

### IV утворення (Ірландія,1693)
- 1693—1758: Чарльз Батлер, 1-й граф Арран (4 вересня 1671 — 17 грудня 1758), молодший син Томаса Батлера — VI графа Оссорі (1634—1680)

### V утворення (Ірландія,1762)
- 1762—1773: Артур Ґор, 1-й граф Арран (1703 — 17 квітня 1773), син сера Артура Ґора — ІІ баронета (близько 1685—1742)
- 1773—1809: Артур Сондерс Ґор, 2-й граф Арран (25 липня 1734 — 8 жовтня 1809), старший син попереднього
- 1809—1837: Артур Сондерс Ґор, 3-й граф Арран (20 липня 1761 — 20 січня 1837), старший син попереднього
- 1837—1884: Філіп Йорк Ґор, 4-й граф Арран (23 листопада 1801 — 25 червня 1884), старший син полковника Вільяма Джона Ґора (1767—1836), другого сина ІІ графа Арран
- 1884—1901: Артур Сондерс Вільям Чарльз Фокс Ґор, 5-й граф Арран (6 січня 1839 — 14 березня 1901), старший син попереднього
- 1901—1958: Артур Джоселін Чарльз Ґор, 6-й граф Арран (14 вересня 1868 — 19 грудня 1958) — єдиний син попереднього
- 1958—1958: Артур Пол Джон Джеймс Чарльз Ґор, 7-й граф Арран (31 липня 1903 — 28 грудня 1958) — старший син попереднього
- 1958—1983: Артур Стрендж Каттендайк Девід Арчібальд Ґор, 8-й граф Арран (5 липня 1910 — 23 лютого 1983) — молодший брат попереднього
- 1983 — і по сьогодні: Артур Десмонд Колгаун Ґор, 9-й граф Арран (нар. 14 липня 1938) — старший син попереднього
- Спадкоємець титулу: Вільям Генрі Ґор (нар. 12 серпня 1950), другий син Пола Аннеслі Ґора (1921—2012), внук Чарльза Генрі Ґора (1881—1941), правнук сера Френсіса Чарльза Ґора (1846—1940), другого сина високоповажного Чарльза Олександра Ґора (1811—1897), молодшого брата Філіпа Йорка Ґора, IV графа Арран.